# Rantoul (Illinois)
Pour les articles homonymes, voir Rantoul.
Rantoul est une ville de l'Illinois, dans le comté de Champaign aux États-Unis d'Amérique.
Rantoul abritait la Chanute Air Force Base.